# Calosota septentrionalis
Calosota septentrionalis är en stekelart som beskrevs av Karl-Johan Hedqvist 1956. Calosota septentrionalis ingår i släktet Calosota och familjen hoppglanssteklar.
Artens utbredningsområde är Sverige. Arten är reproducerande i Sverige. Inga underarter finns listade.